# Louis Cukela

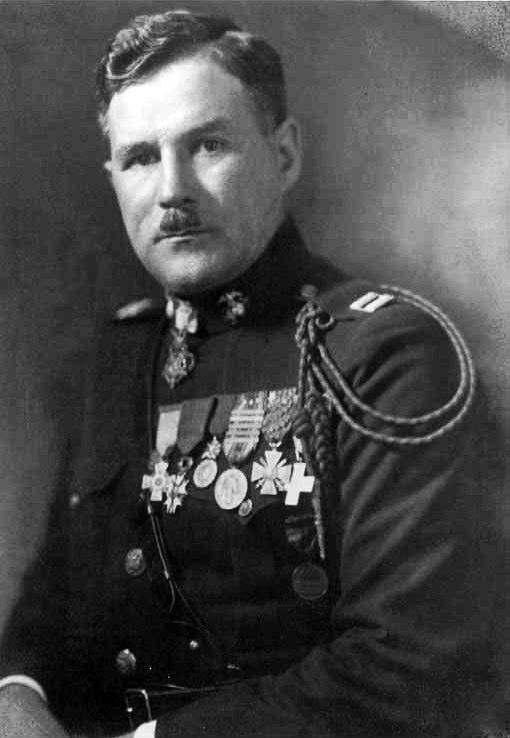
Louis Cukela

Louis Cukela (geboren am 1. Mai 1888 in Split, Königreich Dalmatien; gestorben am 22. März 1956 in Bethesda (Maryland), USA) war ein Veteran des United States Marine Corps. Während seiner Dienstzeit wurde er zweimal für ein und dieselbe Aktion mit der Medal of Honor ausgezeichnet.

## Leben
Louis Cukela wurde am 1. Mai 1888 in Split (andere Quellen nennen Šibenik an) im Königreich Dalmatien (heute Kroatien) geboren. Er emigrierte 1913 zusammen mit seinem Bruder nach Minneapolis in die Vereinigten Staaten von Amerika und trat dort im Jahr 1913 der United States Army bei. 1916 wurde er im Dienstrang eines Corporals ehrenhaft entlassen.
Bereits wenige Monate später trat Louis Cukela erneut den Streitkräften der Vereinigten Staaten bei. So schrieb er sich im Januar 1917 beim United States Marine Corps (USMC) ein. Seine Einheit wurde nach dem Kriegseintritt der Vereinigten Staaten in den Ersten Weltkrieg nach Frankreich entsendet. Bei Kämpfen im Forest de Retz in der Nähe von Villers-Cotterêts konnte er am 18. Juli 1918 im Alleingang eine stark befestigte Position des Deutschen Heeres ausschalten. Er zerstörte hierbei zwei Maschinengewehrnester und konnte vier Gefangene nehmen. Hierfür erhielt er sowohl die Medal of Honor der US Army, als auch die Medal of Honor der US Navy. Er gehört somit zu den nur 19 Personen, die zweimal mit der Medal of Honor ausgezeichnet wurden.
Nach Ende des Ersten Weltkrieges diente er an verschiedenen Stationen in Übersee. Dazu gehörten unter anderem Haiti, die Philippinen und die Republik China. In Haiti war seine Einheit von 1919 bis 1920 während der Intervention der USA in Haiti am Aufbau und der Ausbildung der Gendarmerie d´Haiti beteiligt. Diese kämpften gegen Widerstandskämpfer, die von General Charlemagne Péralte angeführt wurden. Während der Kampfhandlungen tötete Cukela eine Gruppe Gefangener inmitten eines Marine-Corps-Camps. Für dieses Kriegsverbrechen wurde er zwar befragt, jedoch nicht vor ein Kriegsgericht gestellt, sondern lediglich in ein anderes Lager verlegt.
Während seiner militärischen Laufbahn wurde er vielfach ausgezeichnet. So erhielt er neben der Medal of Honor auch den Silver Star, die Médaille militaire, das Croix de guerre und wurde zum Mitglied der Ehrenlegion ernannt.
Am 17. Mai 1946 verließ Cukela das USMC im Range eines Majors und trat seinen Ruhestand an. Er starb am 19. März 1956 im U.S. Naval Hospital in Bethesda, Maryland und wurde auf dem Arlington National Cemetery mit allen militärischen Ehren begraben.

## Ehrungen
- Medal of Honor (US Army)
- Medal of Honor (US Navy)
- Silver Star
- Médaille militaire
- Croix de guerre
- Orden der Krone von Jugoslawien